# Koseakî, Zinkiv
Koseakî (în ucraineană Косяки) este un sat în comuna Udovîcenkî din raionul Zinkiv, regiunea Poltava, Ucraina.

## Demografie
Componența lingvistică a localității Koseakî
     Ucraineană (100%)
Conform recensământului din 2001, toată populația localității Koseakî era vorbitoare de ucraineană (100%).